# 奥尔忠尼启则夫斯基区

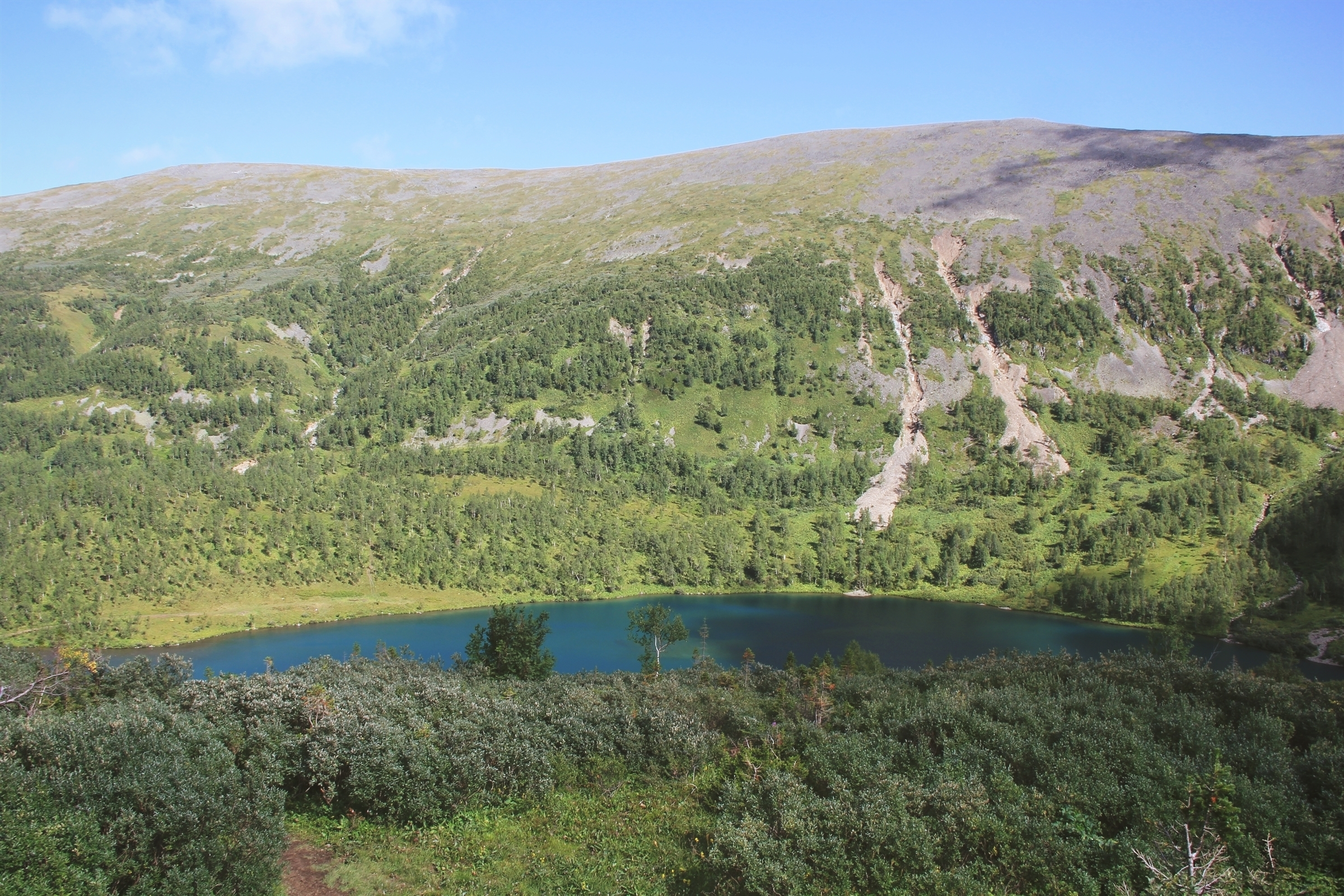

54°51′04″N 88°19′55″E / 54.851°N 88.332°E
奥尔忠尼启则夫斯基区（俄语：Орджоникидзевский район），是俄羅斯的一個區，位於該國南部，由哈卡斯共和國負責管轄，面積6,620平方公里，2010年人口12,841，人口密度每平方公里1.94人。